# Disappear
Disappear är en låt av INXS skriven av Jon Farriss och Michael Hutchence medan de bodde tillsammans i Hongkong under ett par månader.
Låten var den andra singel som släpptes från X. Låten nådde plats nummer 8 på Billboard Hot 100 och var bandets sjunde och sista topp 10-singel. I Storbritannien blev låten en lika stor "hit" som i USA och nådde plats nummer 21 på UK Singles Chart.